# Steven Cook
Steven Cook (Winnetka, Illinois, 17 de septiembre de 1994) es un baloncestista estadounidense que actualmente se encuentra sin equipo. Con 1,96 metros de estatura, juega en la posición de alero.

## Trayectoria deportiva

### Universidad
Jugó cuatro temporadas con los Tigers de la Universidad de Princeton, en las que promedió 10,4 puntos, 3,9 rebotes, 1,4 asistencias y 1,2 robos de balón por partido. En 2015 fue incluido en el segundo mejor quinteto de la Ivy League, mientras que en su última temporada lo fue en el primero.

### Profesional
Tras no ser elegido en el Draft de la NBA de 2017, en el mes de julio firmó su primer contrato profesional con el Tartu Ülikool/Rock de la Korvpalli Meistriliiga estonia, donde disputó una temporada en la que promedió 11,6 puntos y 5,8 rebotes por partido.
En agosto de 2018 cambió de liga para fichar por el SPM Shoeters Den Bosch de la Dutch Basketball League, donde solo llegó a disputar diez partidos, promediando 13,0 puntos y 4,8 rebotes.